# 대용량 스토리지
대용량 스토리지(mass storage)는 컴퓨팅에서 지속적이고 기계가 읽을 수 있는 방식으로 대량의 자료를 저장하는 것을 의미한다. 일반적으로 이 용어는 동시대의 하드 디스크 드라이브와 관련하여 크게 사용되지만 개인용 컴퓨터의 플로피 디스크와 같이 기본 메모리와 관련하여 크게 사용된다.
대용량 스토리지로 설명된 장치 및 시스템에는 테이프 라이브러리, RAID 시스템 및 하드 디스크 드라이브, 자기 테이프 드라이브, 광자기 디스크 드라이브, 광 디스크 드라이브, 메모리 카드 및 솔리드 스테이트 드라이브와 같은 다양한 컴퓨터 드라이브가 포함된다. 또한 홀로그램 메모리와 같은 실험적 형태도 포함된다. 대용량 스토리지에는 이동식 미디어와 이동식 미디어가 없는 장치가 포함된다. RAM(랜덤 액세스 메모리)은 포함되지 않는다.
대용량 스토리지에는 스마트폰이나 컴퓨터와 같은 장치의 로컬 데이터와 클라우드용 엔터프라이즈 서버 및 데이터 센터라는 두 가지 광범위한 클래스가 있다. 로컬 스토리지의 경우 SSD가 HDD를 대체하는 추세이다. 휴대폰에서 노트북까지 모바일 부문을 고려하면 오늘날 대부분의 시스템은 NAND 플래시를 기반으로 한다. 엔터프라이즈 및 데이터 센터의 경우 SSD와 HDD를 혼합하여 스토리지 계층을 구축했다.

## 같이 보기
- 데이터 스토리지
  - 기억 장치
    - 장치 대역폭 목록
    - 솔리드 스테이트 드라이브
    - 램 드라이브
    - RAID